# Alikadam
Alikadam är ett underdistrikt i Bangladesh. Det ligger i den sydöstra delen av landet, 300 kilometer sydost om huvudstaden Dhaka.
I omgivningarna runt Alikadam växer huvudsakligen savannskog. Runt Alikadam är det ganska glesbefolkat, med 48 invånare per kvadratkilometer.